# 헤르츨 언덕
헤르츨 언덕(히브리어: הר הרצל Har Herzl) 또는 기억의 언덕(히브리어: הר הזכרון Har HaZikaron)은 예루살렘 서부에 있는 이스라엘의 국립묘지로, 현대 시오니즘 정치의 창시자인 테오도어 헤르츨의 업적을 기념하기 위해 붙여진 이름이며 야드바솀(홀로코스트 추모 기념관) 서쪽에 위치한다. 주로 전쟁 중에 사망한 이스라엘인들이 묻혀 있으며 높이는 해발 834m이다. 1949년 이스라엘군과 이스라엘의 유명 인사들을 추모하기 위한 공간을 마련하기 위한 차원에서 건설되었으며 레비 에슈콜과 골다 메이어, 이츠하크 라빈 등 이스라엘의 유명 정치인과 이스라엘의 대통령, 유대인과 시오니즘 지도자들이 이 곳에 묻혀 있다.
헤르츨 언덕 서쪽과 해발 806m 지점에는 홀로코스트 대학살 희생자를 추모하는 기억의 언덕이 있으며 언덕 북쪽에는 이스라엘 군인들이 묻혀 있는 국립 군인 묘지와 이스라엘 경찰관들이 묻혀 있는 국립 경찰 묘지가 있다. 그 밖에 무명 용사 기념비와 테러 희생자 추모비, 테오도어 헤르츨의 묘가 있으며 매년 헤르츨 언덕 광장에서는 이스라엘 독립 기념일 행사가 열린다.

## 개요
1948년 이스라엘의 설립 후에는 헤르츨 언덕의 북부에 이스라엘 군인을 매장하기로 결정했다. 다음 후 1951년에는 헤르츨 언덕의 남쪽 부분에 국가의 지도자를 묻고 국립묘지로 운영하기로 결정했다. 몇년 후 경찰과 다른 보안 세력을 함께 매장하기로 결정하였다. 광장은 매년 독립 기념일 행사를 행하는 곳이다.

## 기념비

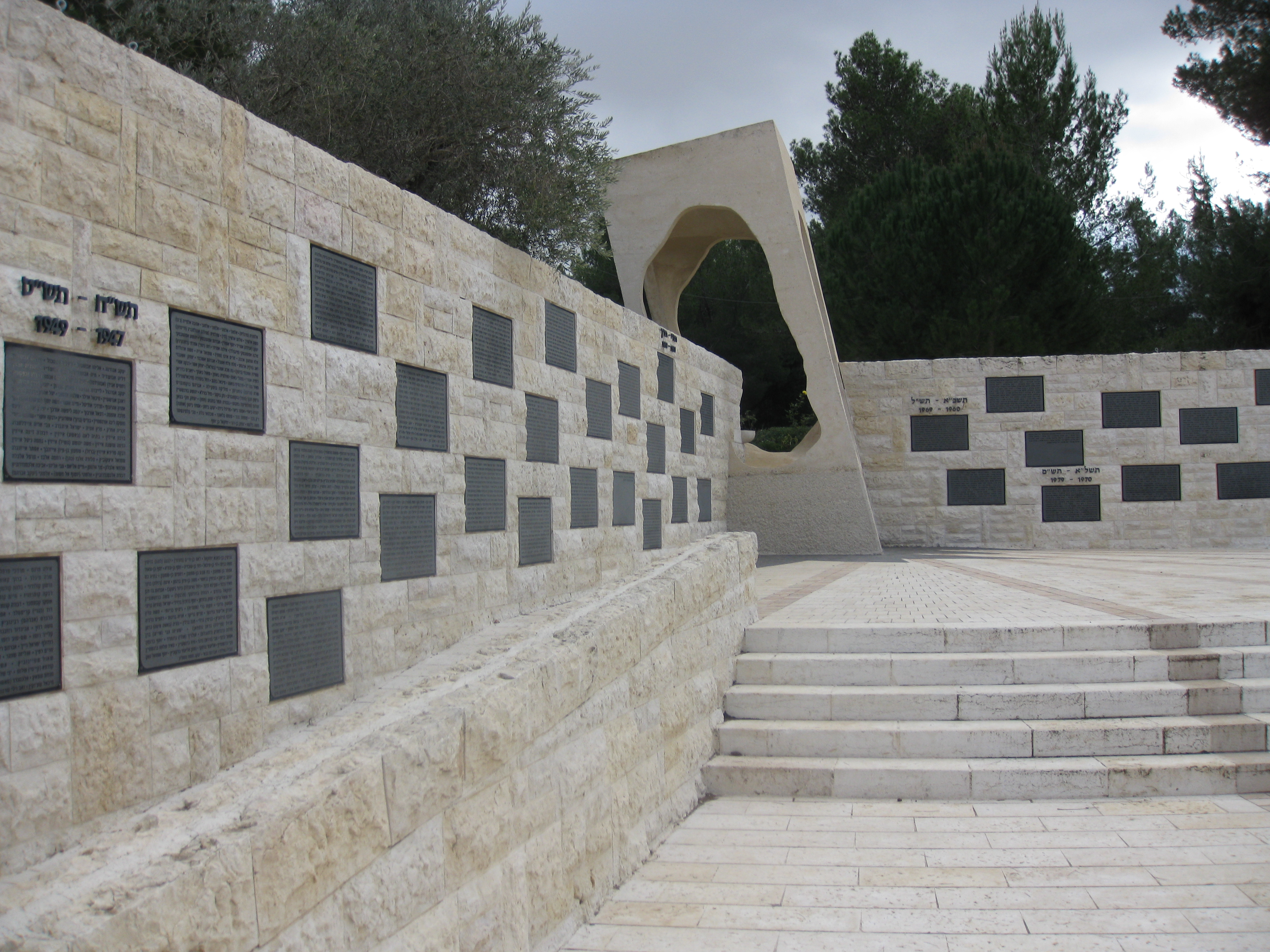
이스라엘 테러 피해자 추모비
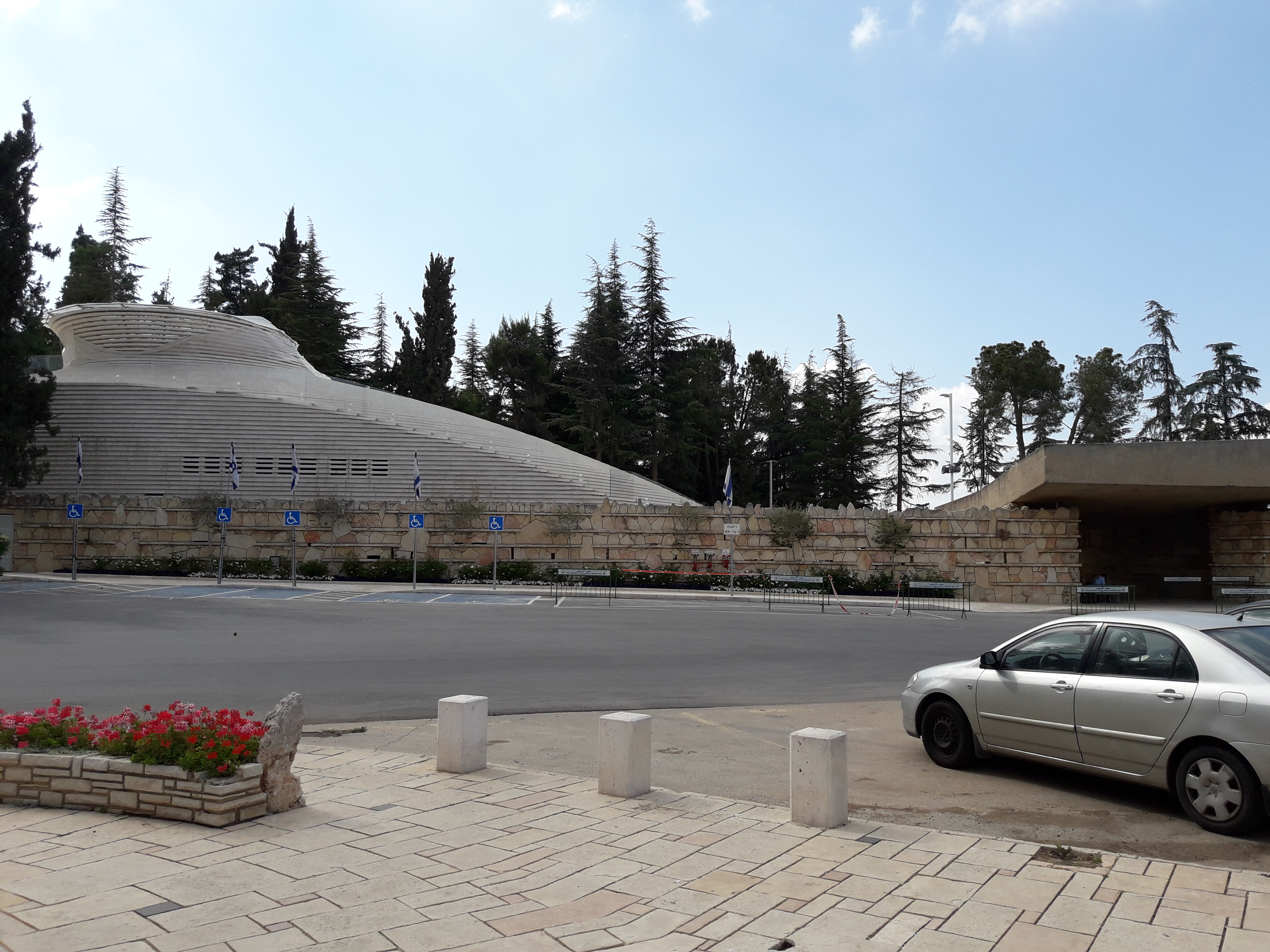
이스라엘의 타락을 기념하는 국립 기념관
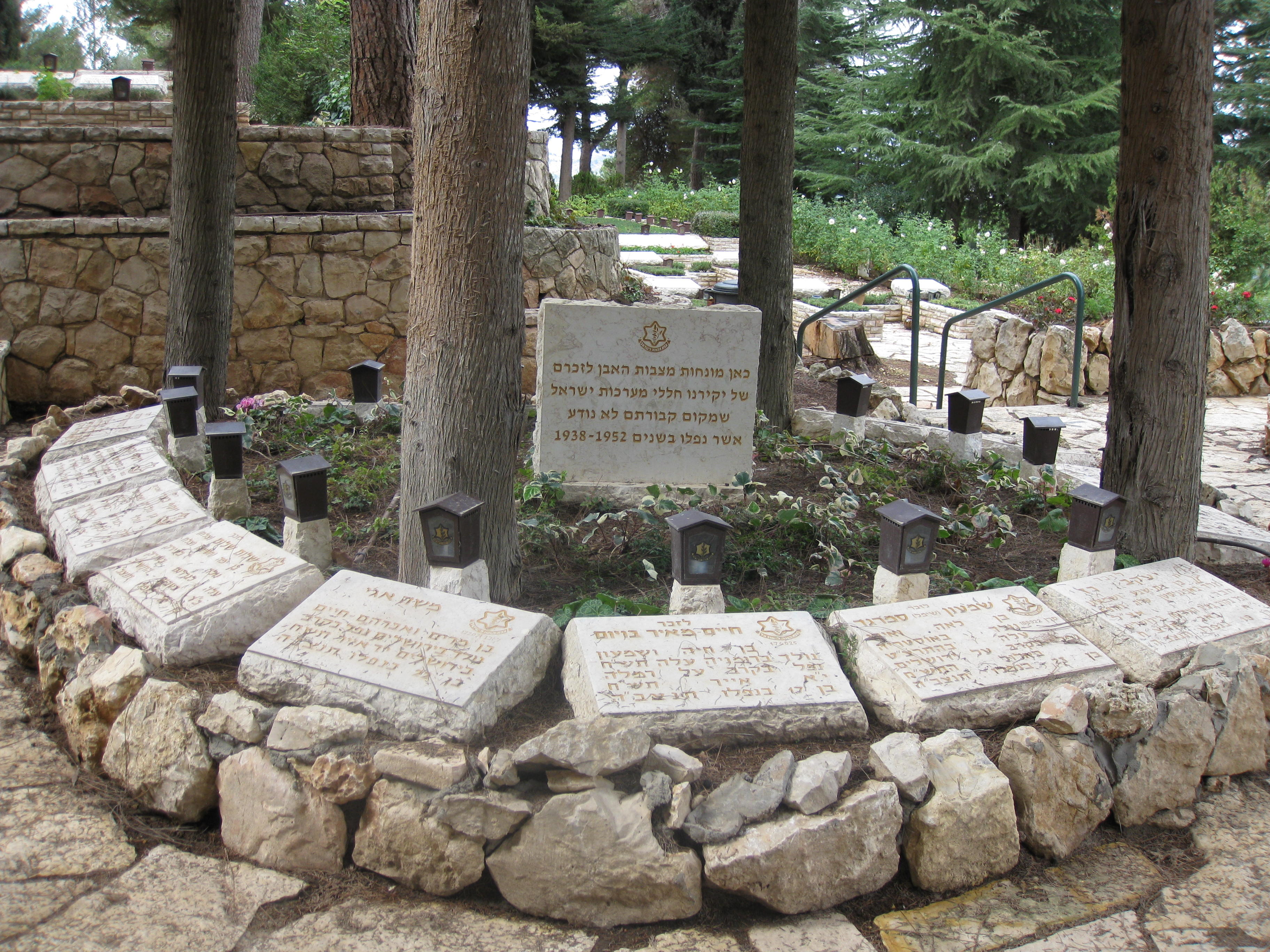
작전 중 실종자의 정원
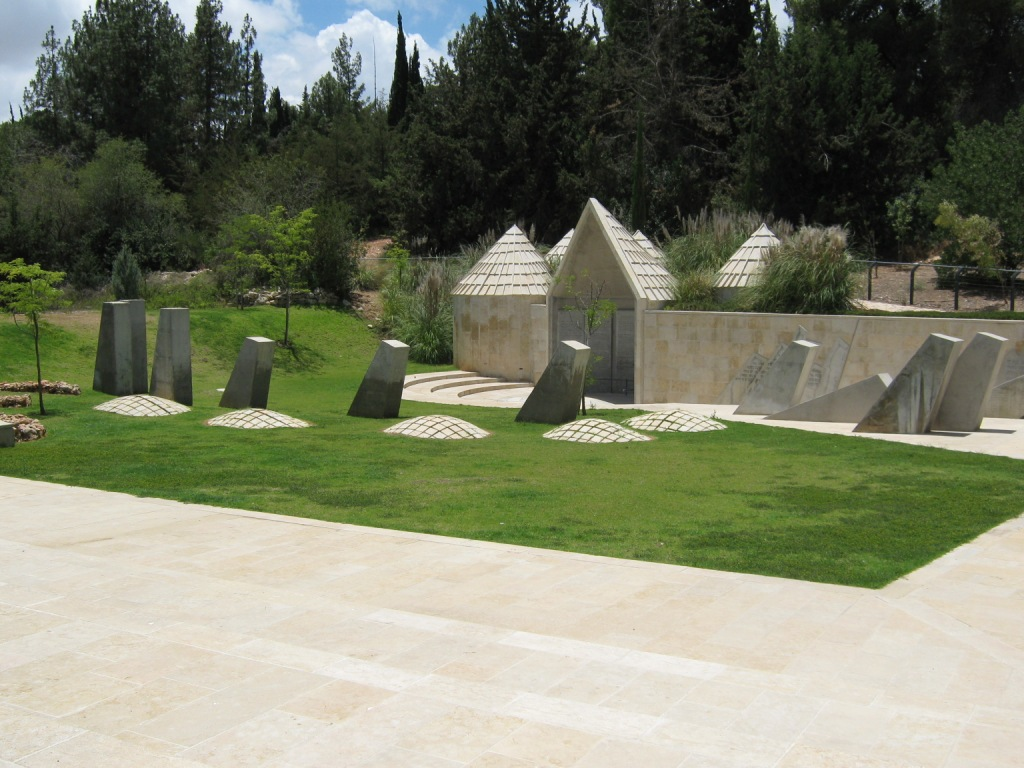
이스라엘로 가던 도중 살해된 에티오피아 유대인 기념관
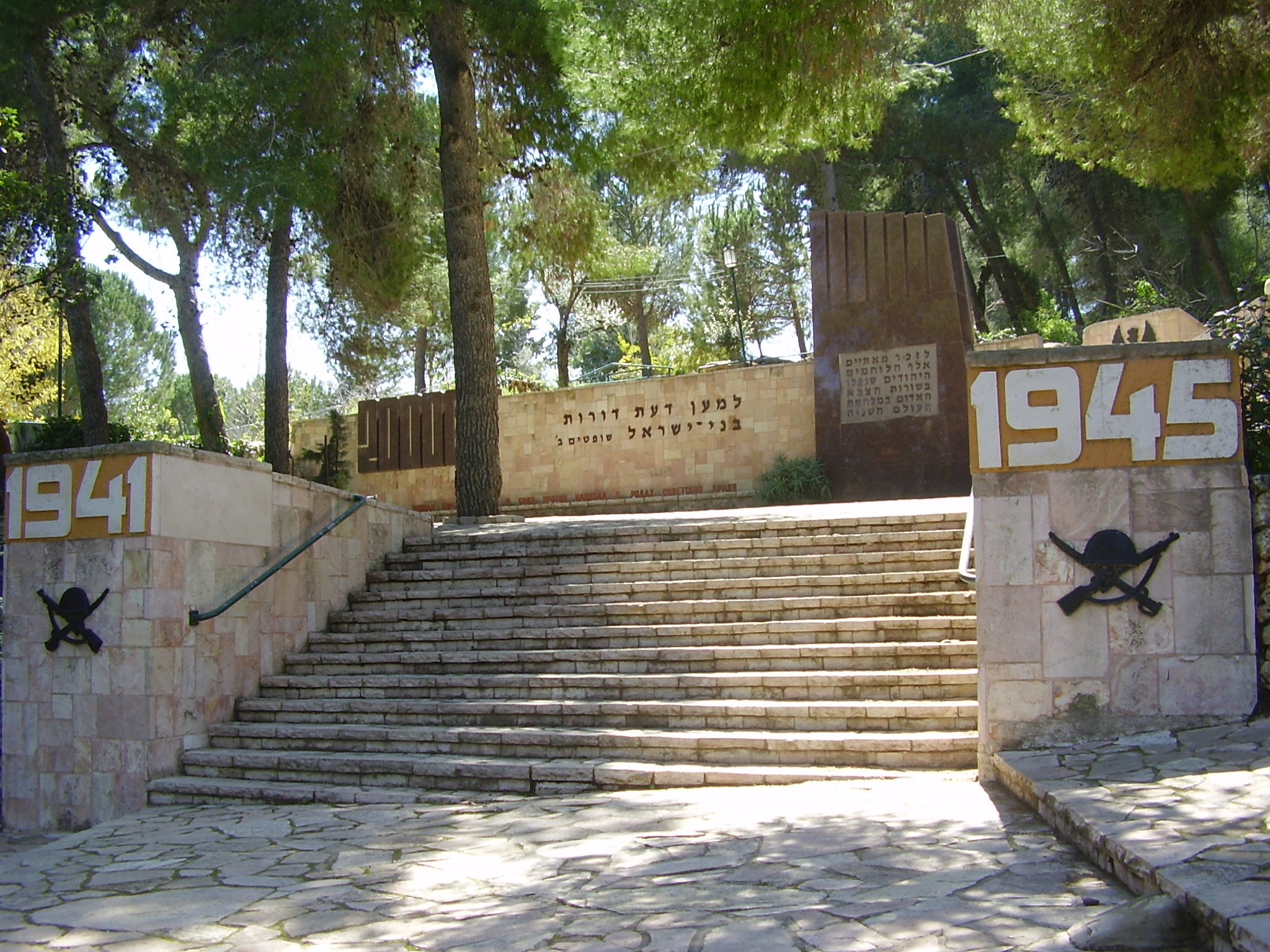
2차 세계 대전에서 러시아 군대와 싸운 유대인 군인 기념관
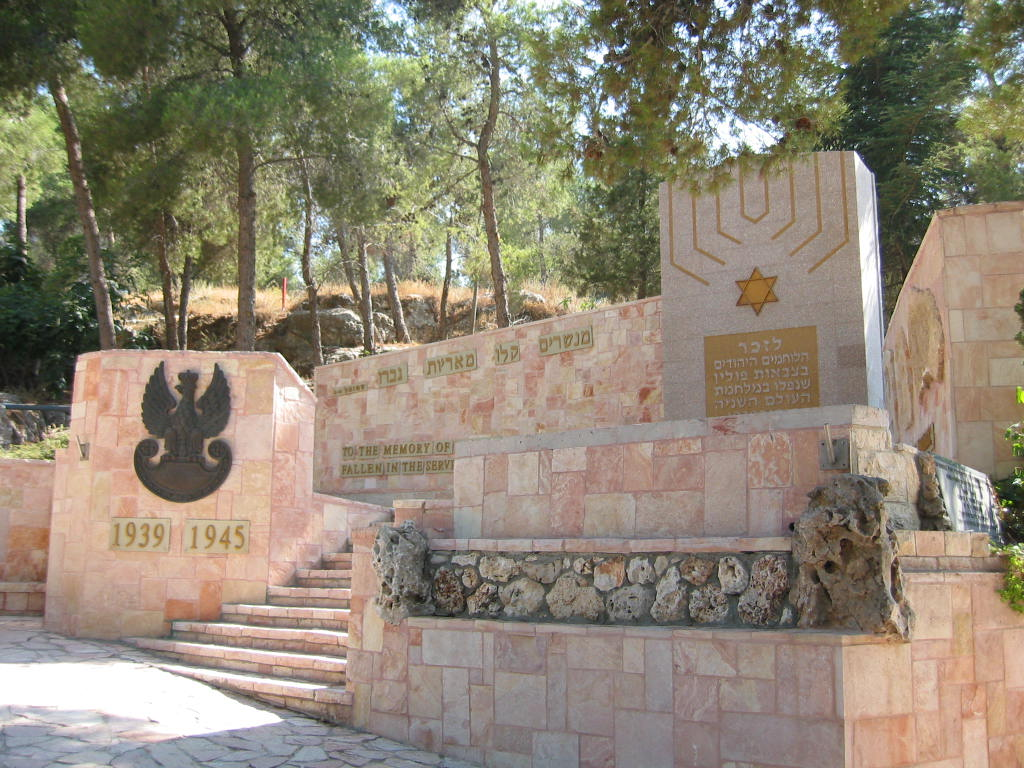
2차 세계 대전에서 폴란드 군대와 싸운 유대인 군인 기념관
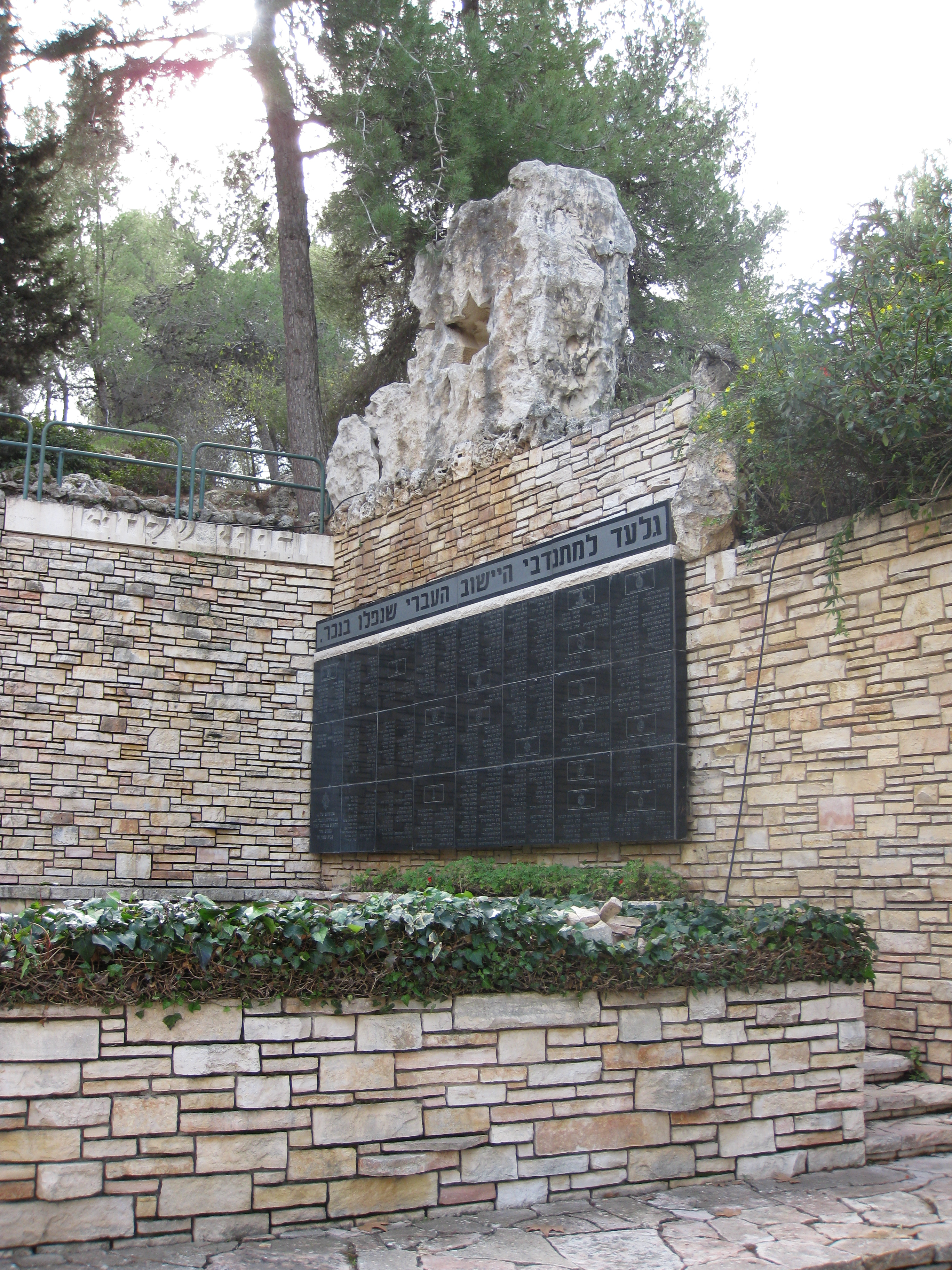
2차 세계 대전 중 팔레스타인에서 영국군과 싸운 유대인 군인 기념관
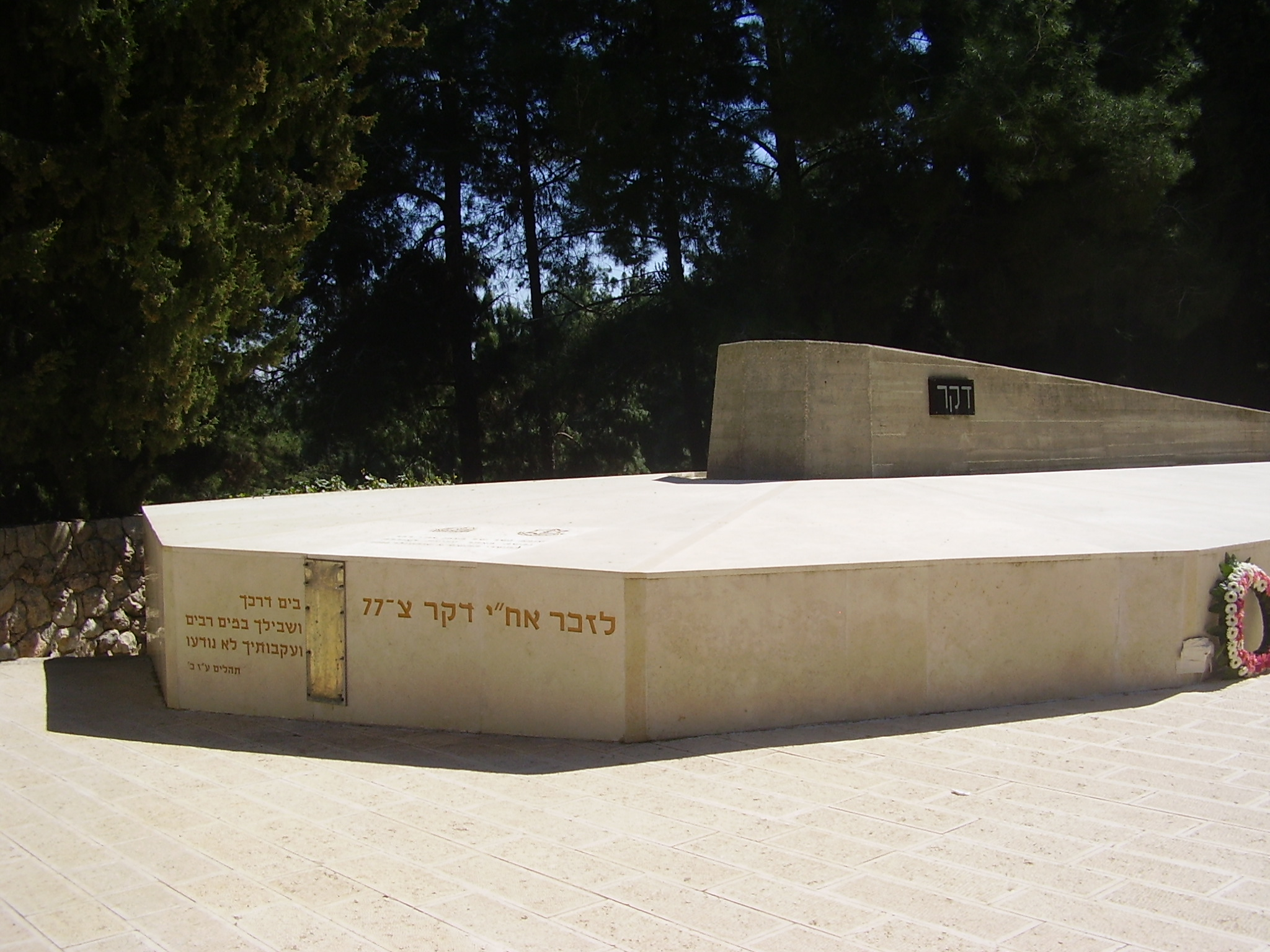
INS 다카르 잠수함 기념관
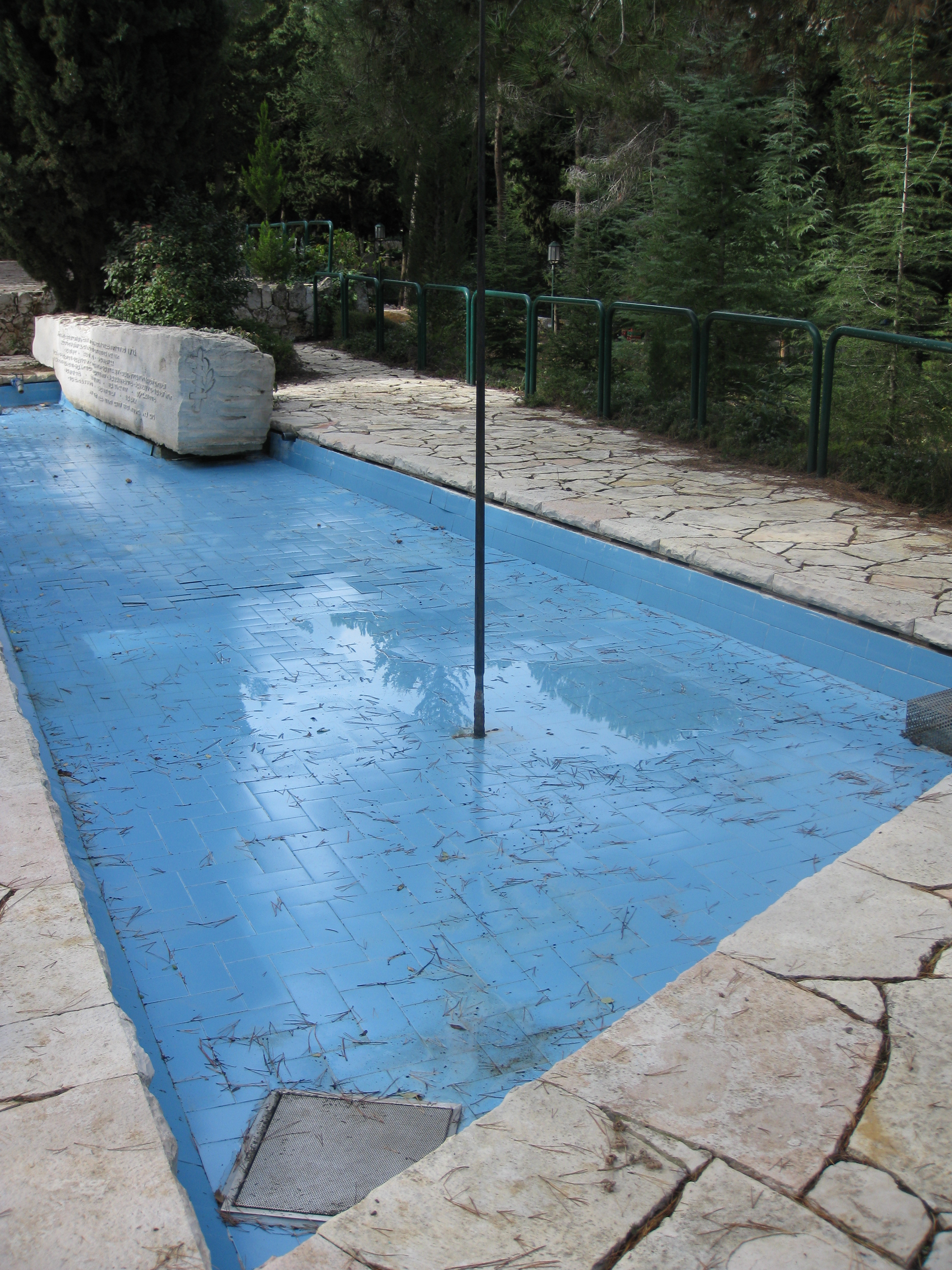
선원 카프 기멜 기념관
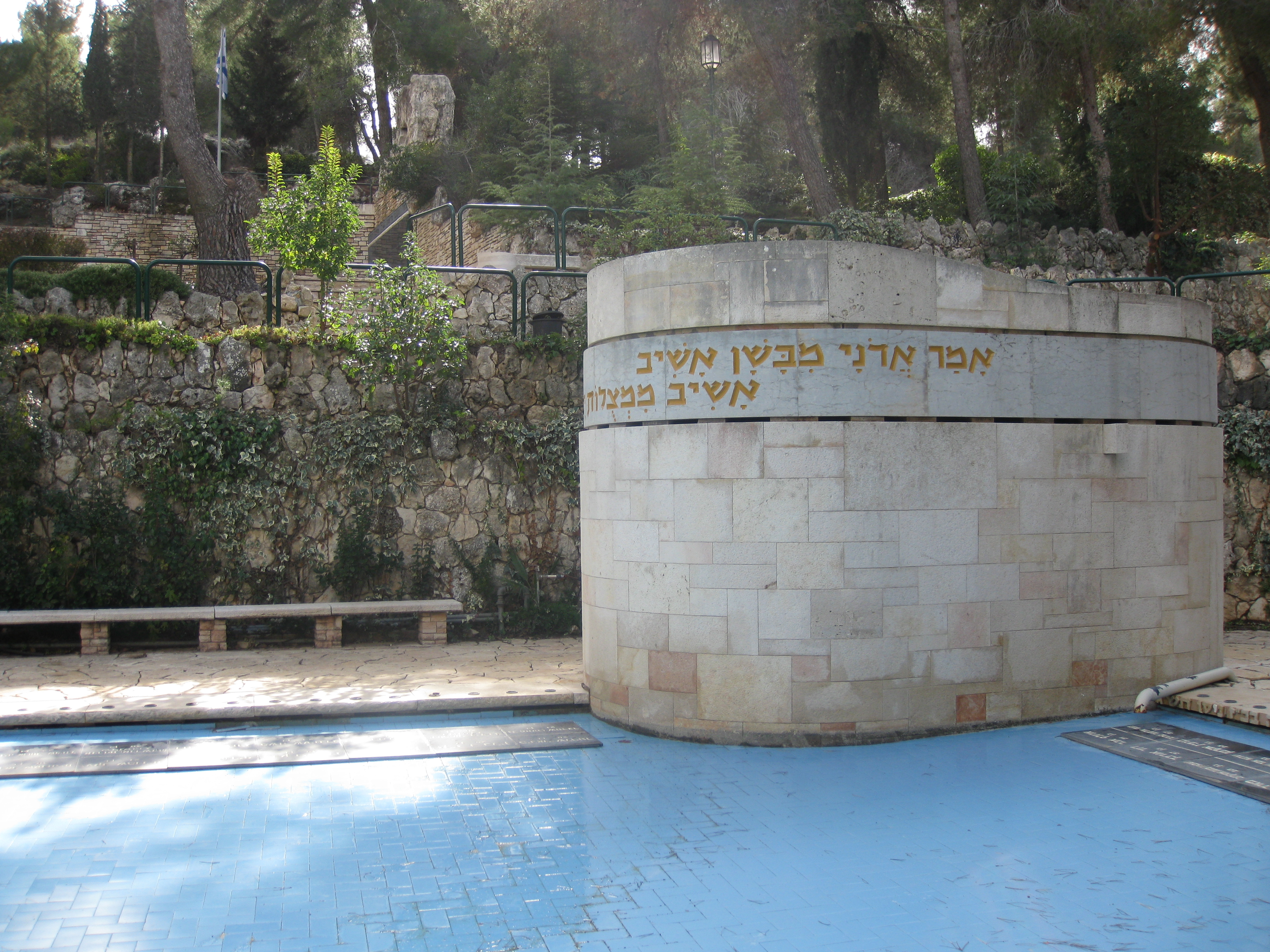
에린푸라 기념관
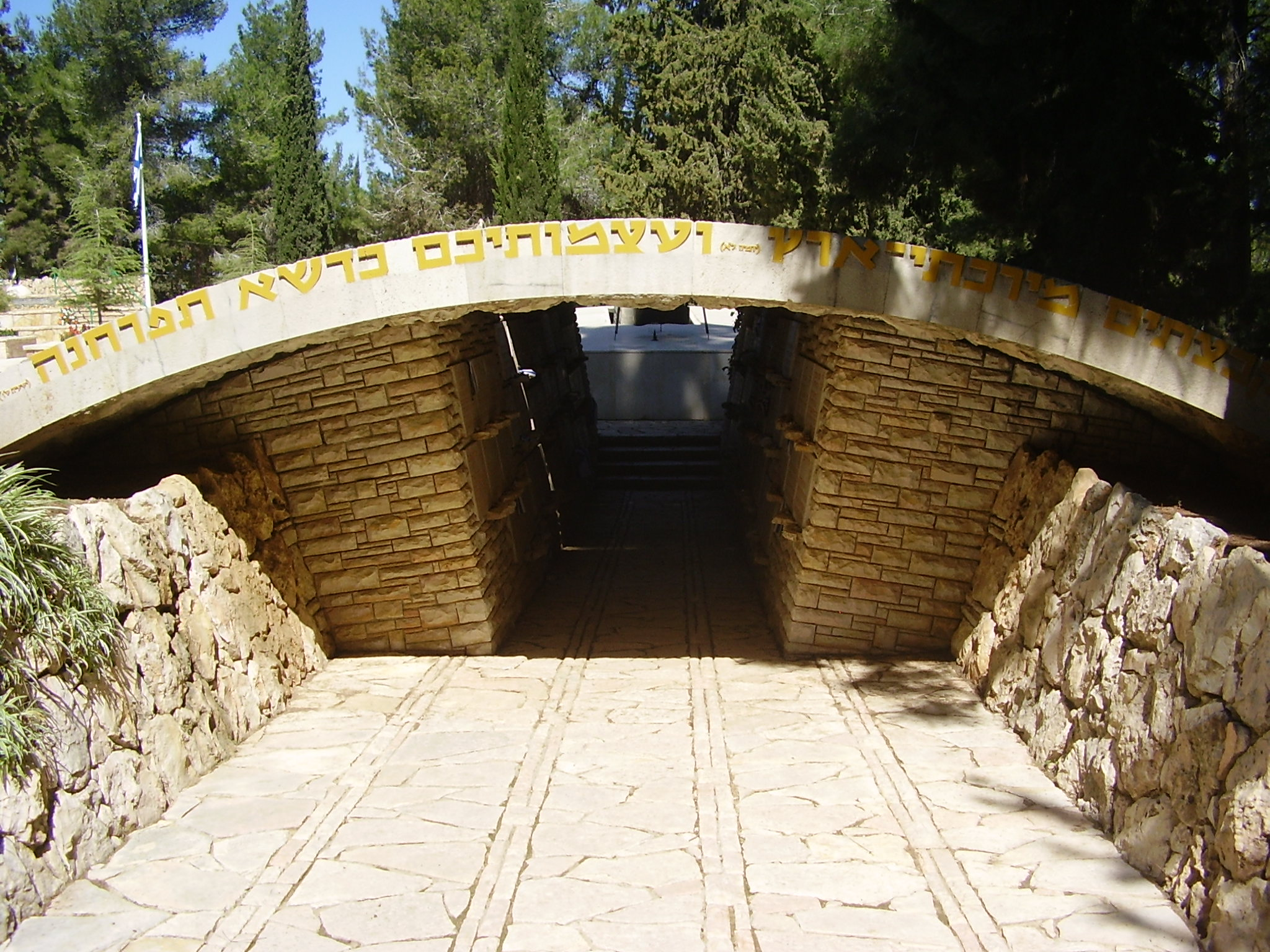
1948 아랍 - 예루살렘 옛 도시의 유대인 지구 (Jewish Quarter) 거주자  기념비
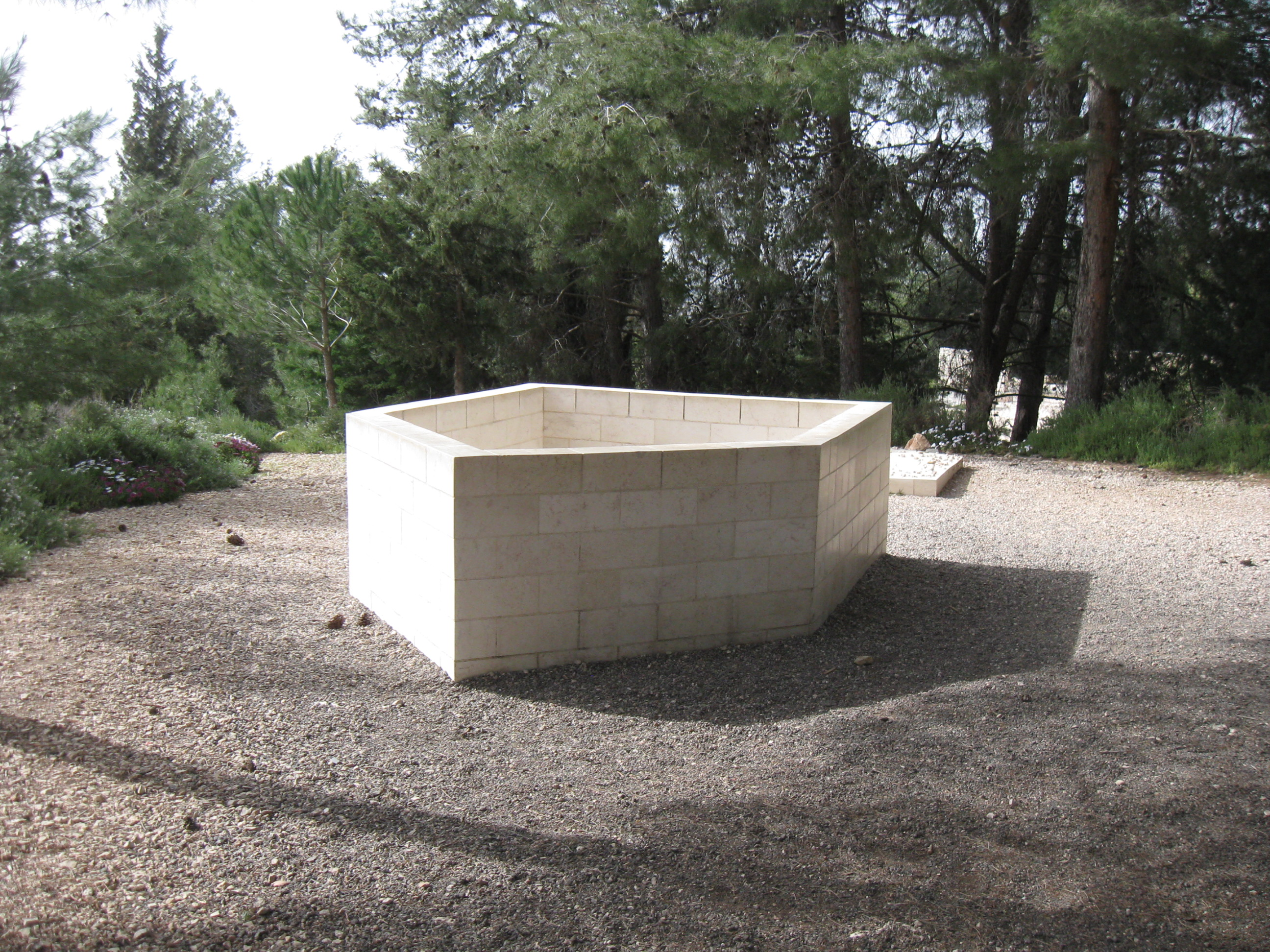
1948 아랍 - 마지막 후손 기념비

## 사진

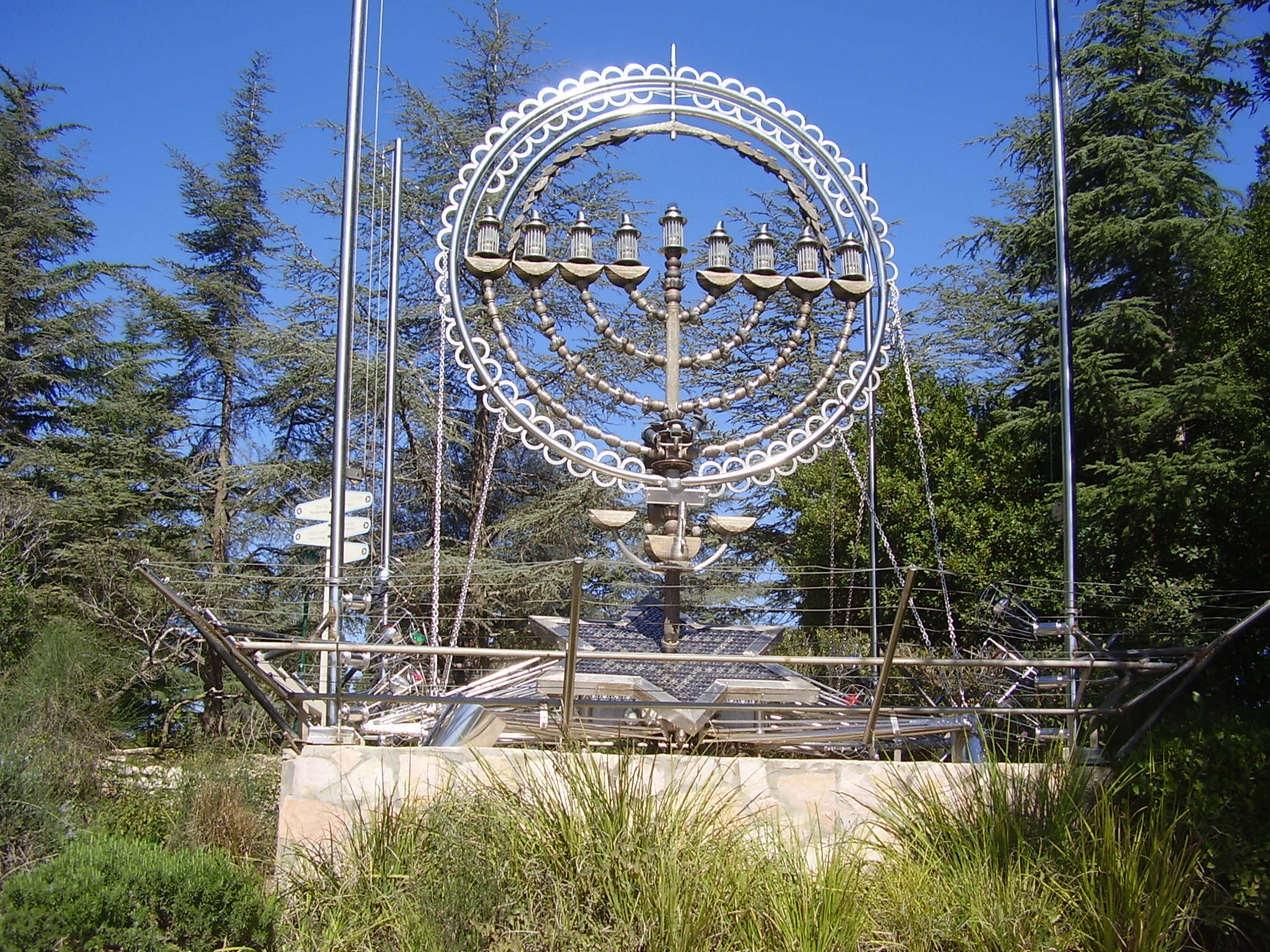
헤르츨 언덕 입구에 있는 메노라 조각상
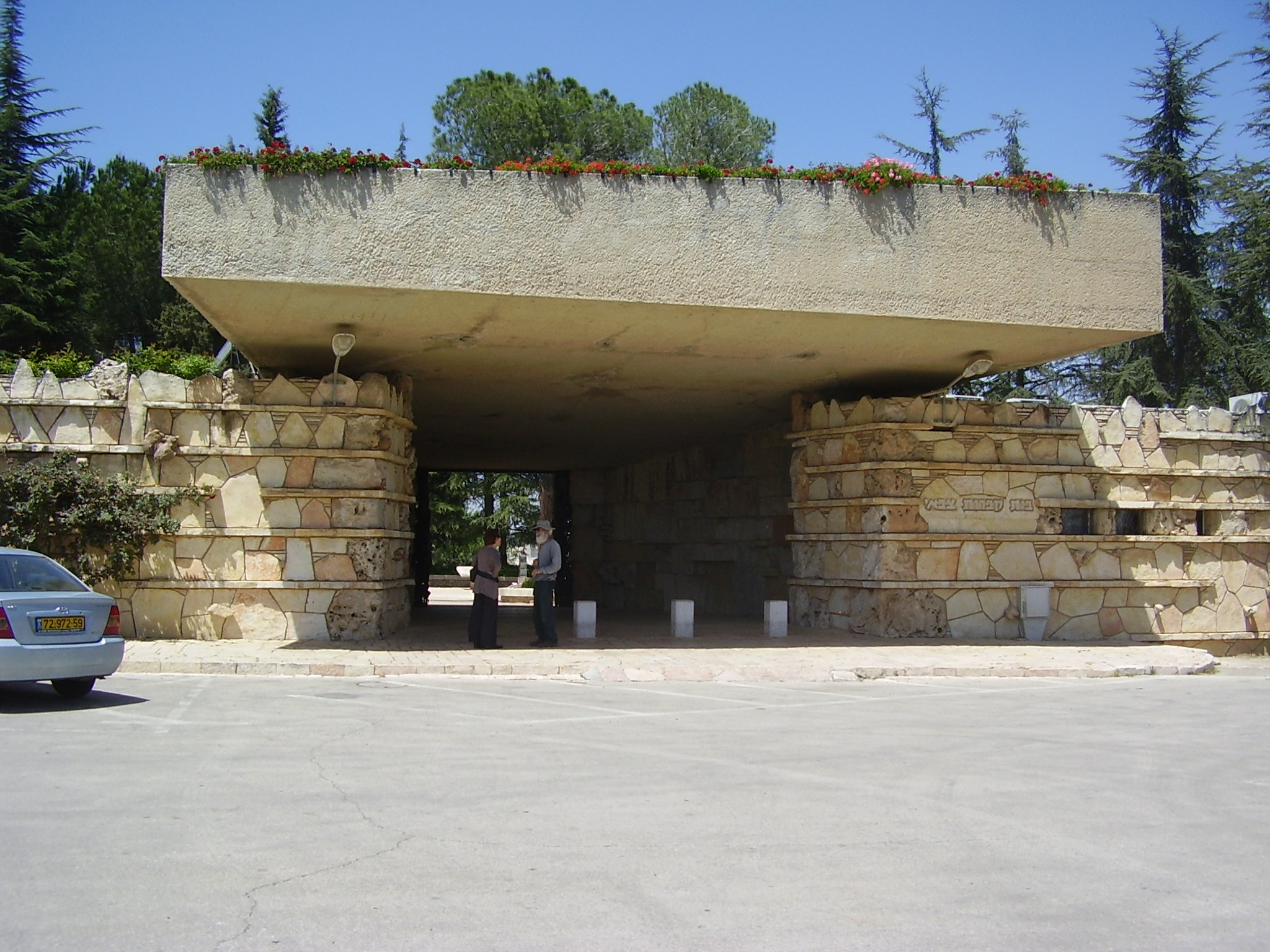
국군 및 경찰 묘지
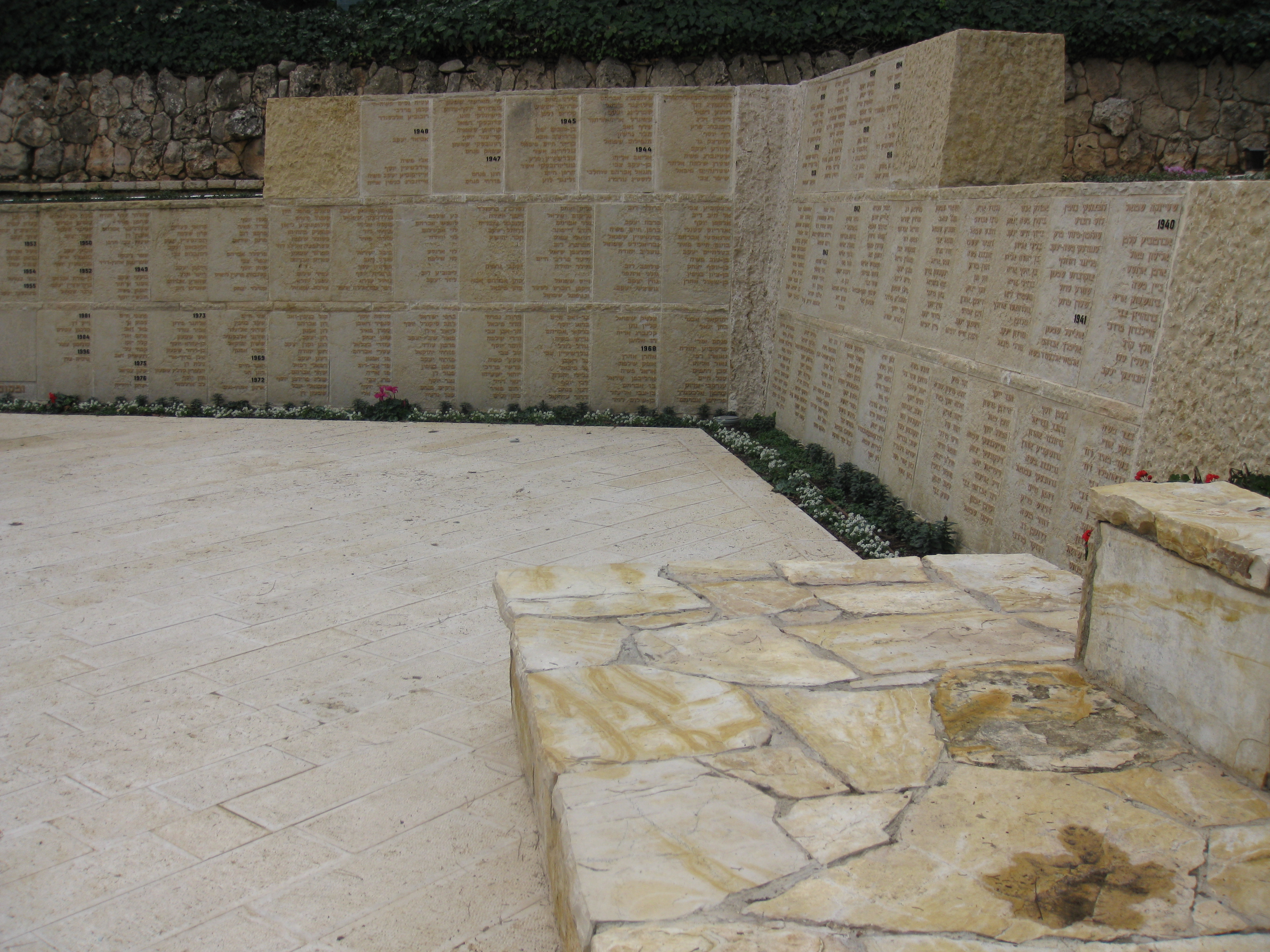
작전 중 실종자 추모 정원
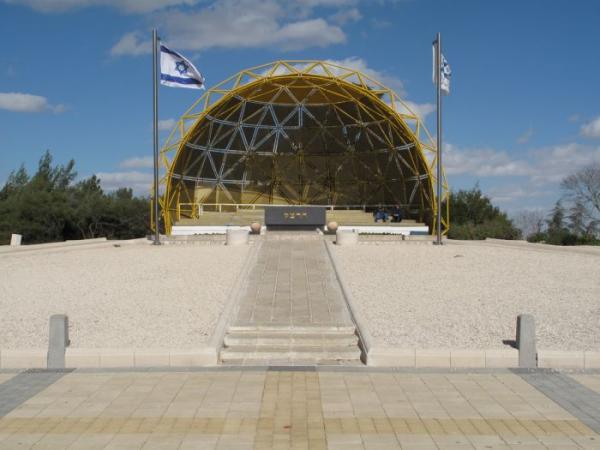
헤르츨 언덕
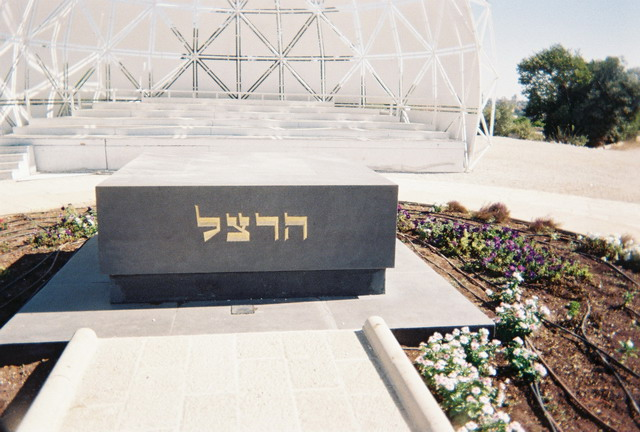
테오도어 헤르츨의 묘
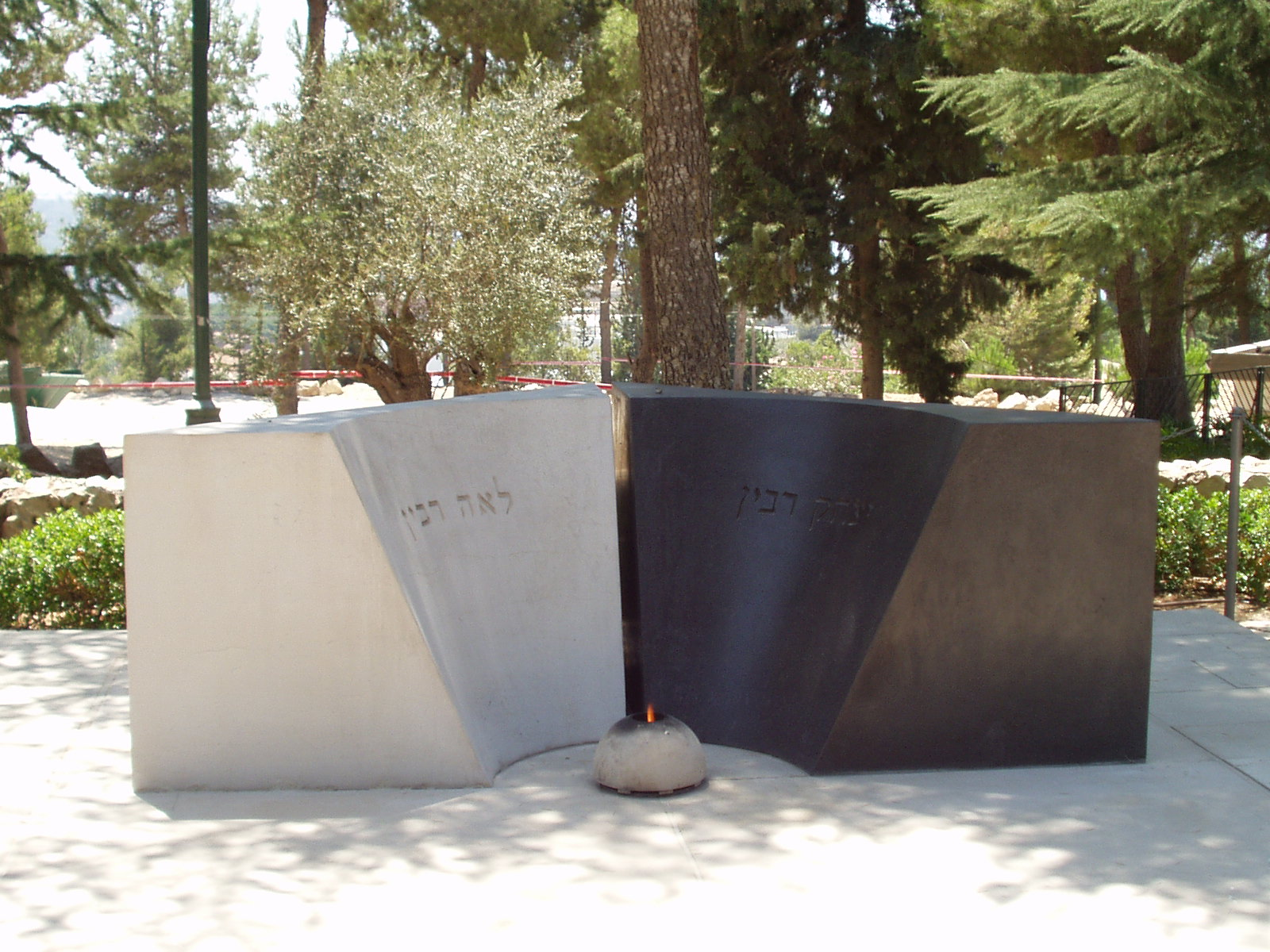
이츠하크 라빈과 레아 라빈 부부의 묘
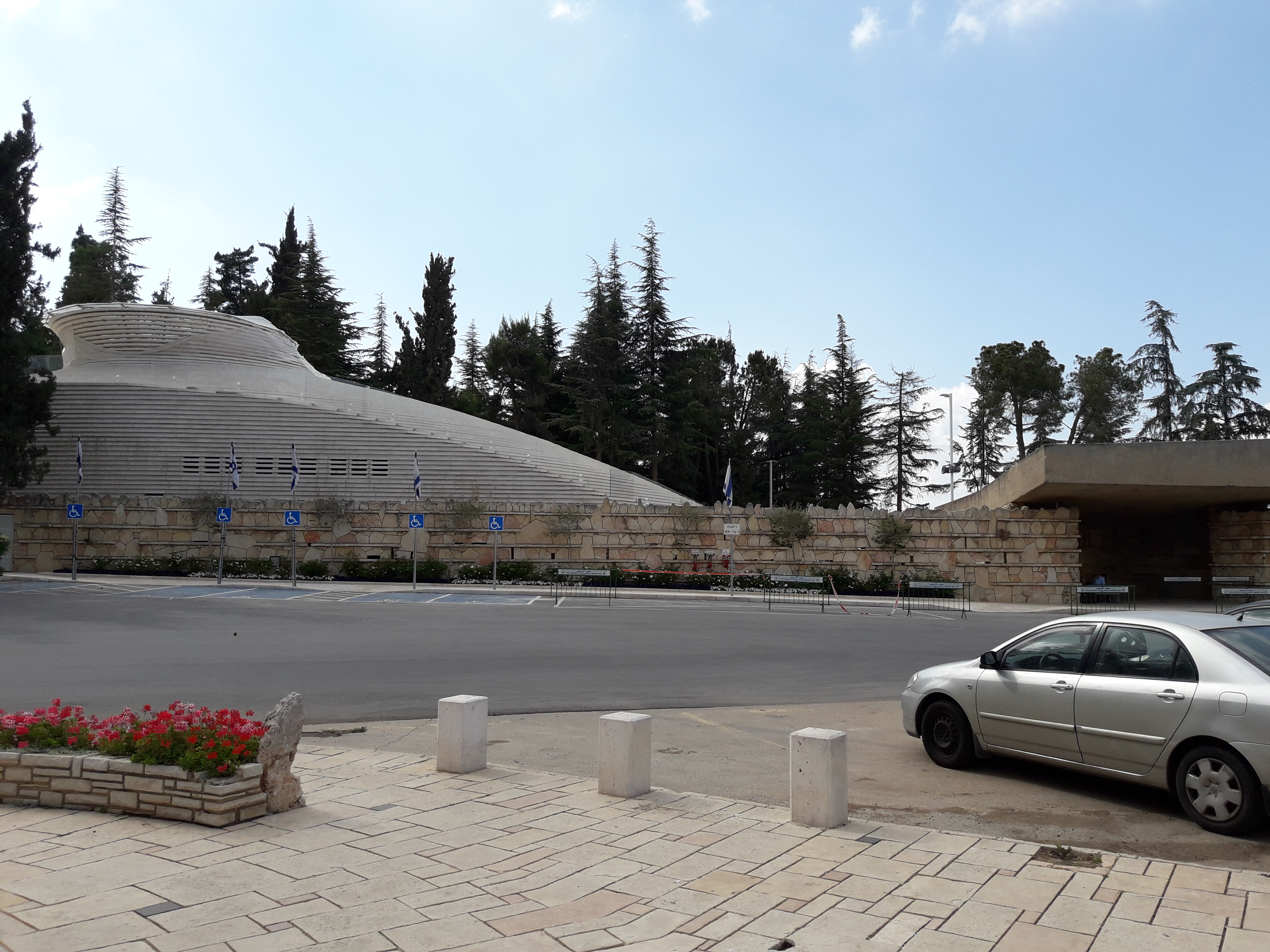
횃불을 형상화한 국립기념관 삽화
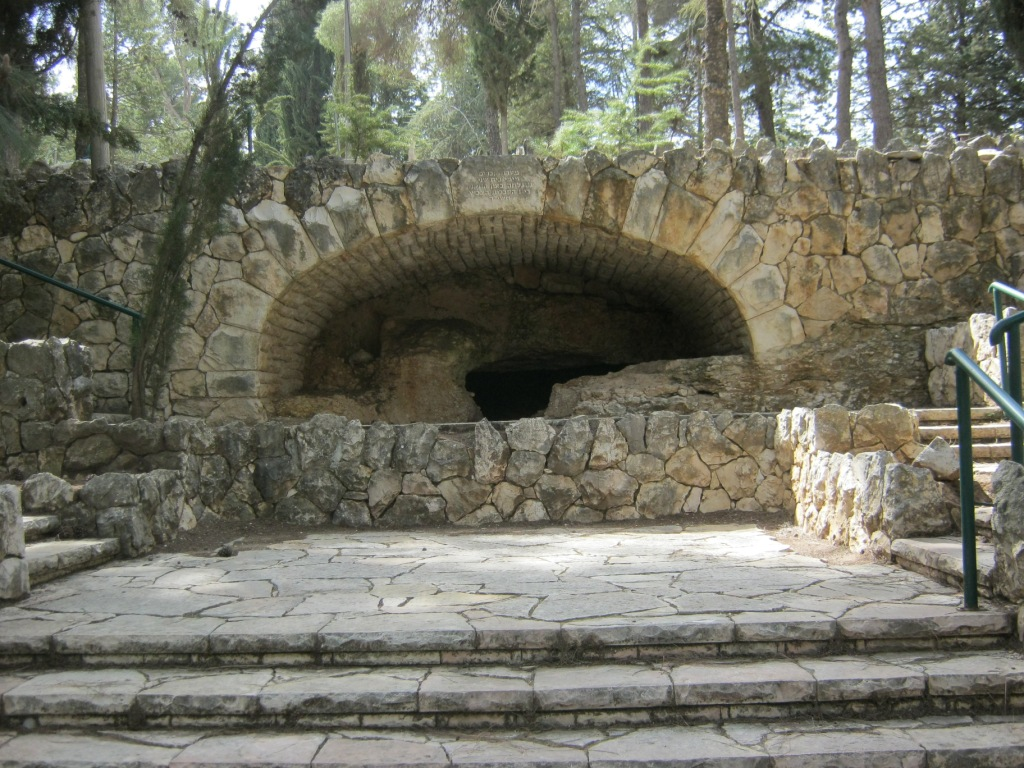
헤르츨 묘지의 오래된 묘지